# Немања Видаковић
Немања Видаковић (Београд, 29. септембар 1985) је бивши српски фудбалер. Играо је на позицији нападача.

## Каријера
Започео је каријеру у ФК Обилићу 2005. године. После сезоне 2005/06. прешао је у редове ФК Пандури из Румуније, али је тамо провео само једну сезону. Позајмљен је румунском друголигашу ФК Рамнику Валча. Ту остаје једну сезону након чега његов уговор откупљује прволигаш ФК Газ метан.
У Газ метану остаје до лета 2009. након чега следи пауза од пола године. Потписује уговор са словачким ДАК-ом у јануару 2010. године. Лета исте године је напустио ДАК и потписао уговор са Борцем из Бање Луке. Након једне и по сезоне у Борцу, 2011. прелази у азербејџански Раван из Бакуа. У зимском прелазном року 2013. је потписао за суперлигаша Нови Пазар и тако се након седам година вратио у српски фудбал.